# حقل فردوس
حقل فردوس هو حقل نفط وغاز عملاق يقع في إيران، في الخليج العربي على بُعد 190 كيلومترًا من الساحل، جنوب شرق مدينة بوشهر، وعلى مسافة 85 كيلومترًا من اليابسة. تم اكتشاف الحقل في عام 2003، وكان يُعد قبل عام 2007 من بين أكبر ثلاثة حقول في العالم بعد حقلي الغوار وبرقان.
يرتبط موقع فردوس برواسب ماوند وزاغه، وتُسجَّل احتياطيات هذه الحقول مجتمعة. ويحتوي حقل فردوس أيضًا على غطاء غازي.
تُقدَّر الاحتياطيات الجيولوجية بنحو 38 مليار برميل من النفط، أو ما يعادل 6.3 مليار طن، إضافة إلى 300 مليار متر مكعب من الغاز الطبيعي. وتُقسم هذه الاحتياطيات على النحو التالي: 30.6 مليار برميل في حقل فردوس، 6.63 مليار برميل في حقل ماوند، و1.3 مليار برميل في حقل زاغه.